# 嘉利大廈

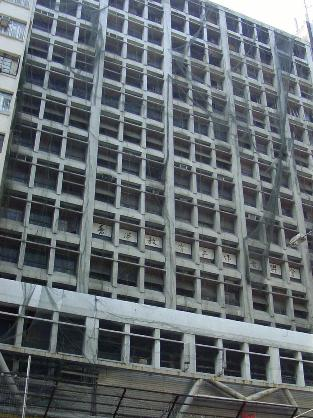
嘉利大廈，六樓可見「香港教育工作者聯會」的字樣

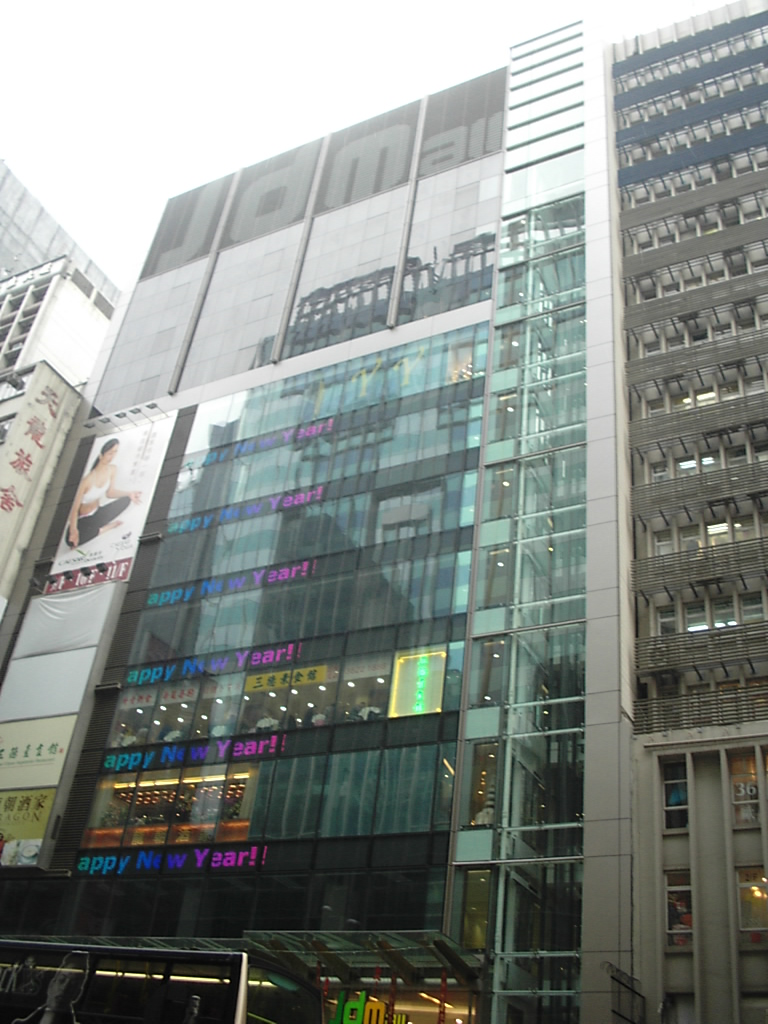
嘉利大廈現址為佐敦薈（JD Mall）

嘉利大廈（英語：Garley Building）位於香港九龍官涌彌敦道233號，約於佐敦道及彌敦道交界，建於1975年，是一座15層樓高的商業建築物。
該大廈於1996年11月20日發生五級大火，造成41死80傷。火災後，該大廈一直空置，直至2003年9月12日，大業主華潤創業成功統一業權，該大廈已於2004年拆卸，在2007年發展為銀座式購物商場「佐敦薈」（JD Mall）。政府亦重新修訂相關消防條例，以改善早期私人樓宇的消防設施。

## 原有商戶
大廈分租給多個商戶。地下至2樓為中藝國貨分店；6樓為香港教育工作者聯會辦事處；而寶麗金唱片公司租用11樓為錄音室，12至14樓部分樓面作為唱片資料庫；周生生珠寶金行則租用14樓部分樓面為電腦資訊部，15樓部分樓面為會計部及資訊部。另其他樓層和鋪位包括多間醫務所和用作其他商業用途。

## 五級大火
1996年11月20日嘉利大廈發生五級大火，造成41死80傷，是香港歷來第十一嚴重的火災。期間香港傳媒大篇幅報導事件，而被困人士在高空躍下逃生或被烈火吞噬的畫面，震撼整個社會。

## 重建與發展
大業主華潤創業成功統一全幢大廈的業權後，斥資1.2億元將大廈拆卸，拆卸重建初時擬發展成銀座式購物商場。但後來因為市場對寫字樓需求增加，大業主於是更改計劃，由原來的銀座式購物商場轉作商場連寫字樓發展，重建工程於2007年完成。

## 外部連結
- 華創1.9億投得嘉利大廈 結束7年業權糾紛擬建銀座式商場，《香港商報》，2003年9月12日
- 前嘉利大廈命名JD MALL，《太陽報》，2006年5月9日
- 佐敦薈 - 新之城